# Index cen výrobců
Index cen výrobců (PPI – production price index) bývá specifikován pro různá odvětví a obory jako index cen průmyslových, zemědělských výrobců, stavebních prací apod. Koše obsahují příslušné výrobky a služby (např. též suroviny, polotovary apod.). Pracuje, stejně jako Index spotřebitelských cen, s fixními vahami, a to dle struktury tržeb.
Všeobecné se má za to, že vývoj PPI signalizuje nadcházející změny v indexu spotřebitelských cen.